# Dizionario storico-blasonico delle famiglie nobili e notabili italiane estinte e fiorenti

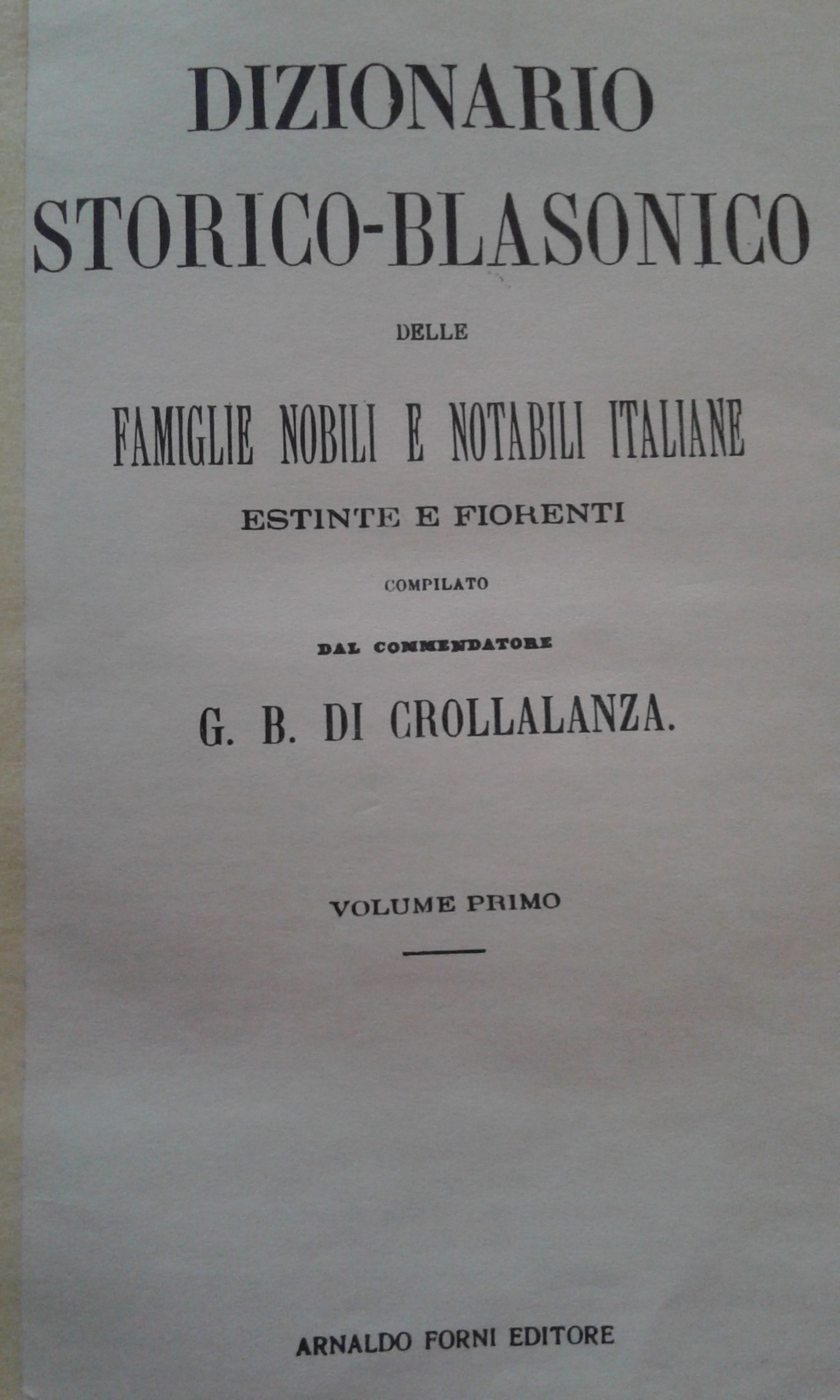
Frontespizio del 1º volume del Dizionario storico-blasonico delle famiglie nobili e notabili italiane estinte e fiorenti di Giovan Battista di Crollalanza

Il Dizionario storico-blasonico delle famiglie nobili e notabili italiane estinte e fiorenti è un'opera del genealogista Giovan Battista di Crollalanza, pubblicata a Pisa nel 1886 in tre volumi, di oltre 1 400 pagine.
Il dizionario dà un quadro della situazione nobiliare italiana a tutto l'Ottocento, elencando in ordine alfabetico le famiglie, la loro origine geografica, unitamente ad un breve cenno storico ed alla descrizione dello stemma e del motto.
All'epoca in cui venne pubblicato non era stata ancora completata la ricognizione nobiliare del giovane Regno d'Italia ed in cui l'estensione territoriale della nazione non era quella contemporanea.
L'opera è il risultato delle ricerche dell'autore negli archivi municipali, nei registri parrocchiali e nei regesti araldici. È inoltre segnalato se ciascuna famiglia fosse all'epoca fiorente oppure estinta.
Lo studio, comparato ai registri nobiliari ufficiali successivi, rimane un valido caposaldo nel suo genere ed è un valido aiuto nelle ricerche araldico-genealogiche. Presenta alcune imprecisioni, non nei cenni storici e nelle blasonature, ma nelle grafie dei cognomi di alcune casate nobili.
- Volume I, 1886;
- Volume II, 1888;
- Volume III, 1890.